# 鄭懷德 (弘治進士)
鄭懷德（1460年—？年），字端本，四川成都府崇慶州新津縣人，軍籍，明朝政治人物。正德十二年（1517年）任亞中大夫、陝西布政司參政。

## 生平
四川鄉試第十八名舉人。弘治六年（1493年）中式癸丑科三甲第一百八十四名進士。

## 家族
曾祖鄭琦；祖父鄭子塤；父鄭暘，母顧氏。